# Euphorbia dregeana
Euphorbia dregeana ist eine Pflanzenart in der Gattung Wolfsmilch (Euphorbia) aus der Familie der Wolfsmilchgewächse (Euphorbiaceae). Ihr botanischer Name wurde ihr zu Ehren des deutschen Botanikers Johann Franz Drege (1794–1881) gegeben. Einen deutschen Namen hat die Art nicht, doch kann er als „Dreges Wolfsmilch“ übersetzt werden.

## Beschreibung und Verbreitung
Die Art bildet sukkulente, bis zu 2 m große, vorwiegend von der Basis verzweigende Sträucher. Ihre zylindrischen, grünen Zweige sind aufrecht gehalten und an der Basis bis 5 cm dick, darüber schlanker, bis zu etwa 1,5 cm Dicke im Neutrieb. Auf leicht angeschwollenen und erhabenen Blattbasen stehen die nur bis etwa 8 × 6 mm großen Laubblätter.
Die Blätter fallen während der Trockenzeit ab und hinterlassen die Pflanze kahl. Mit dieser Wuchsform ist Euphorbia dregeana eine typische Vertreterin der Korallensträucher.
Die Blütenstände erscheinen endständig an den Zweigen. Es sind dichte, dreistrahlige Scheindolden, die sich bis zu dreimal gabelig weiter verzweigen. Über den paarigen, bis 7 × 12 mm großen Hochblättern sitzen die bis 8 mm großen Cyathien. Diese tragen fünf elliptische Nektardrüsen. Die sitzenden Früchte sind bis 9 × 6 mm groß und undeutlich sechslappig.
Euphorbia dregeana ist Wirt des seltenen Wurzelparasiten Hydnora triceps.

## Verbreitung und Systematik
Der Typstandort der Art ist Silverfontein, östlich von Springbok. Das Verbreitungsgebiet reicht von Lüderitz (Namibia) im Norden bis Kamiskroon (Südafrika) im Süden.
Die Erstbeschreibung der Art erfolgte 1866 durch Pierre Edmond Boissier. Bereits 1843 hatte Ernst Meyer den Artnamen erwähnt. Als Synonyme zu dieser Art gelten Tirucallia dregeana (E.Mey. ex Boiss.) P.V.Heath (1996) und Euphorbia elastica Marloth (1910).